# Sphaeronella modesta
Sphaeronella modesta är en kräftdjursart som beskrevs av Hansen 1897. Sphaeronella modesta ingår i släktet Sphaeronella, och familjen Nicothoidae. Arten är reproducerande i Sverige.